# Ancipitia
Ancipitia је род, из породице орхидеја Orchidaceae. Пореклом из Јужне Америке, које тренутно чини 28 врста. Овај род се некада сматрао делом  Pleurothallis и пошто је објављен у 2004. години, као посебан род, још није у потпуности прихваћена у свим ботанички форумима.

## Врсте
- Ancipitia anceps (Luer) Luer
- Ancipitia anthrax (Luer & R. Escobar) Luer
- Ancipitia caniceps (Luer) Luer
- Ancipitia caprina (Luer & R. Escobar) Luer
- Ancipitia condorensis (Luer & Hirtz) Luer
- Ancipitia crocodiliceps (Rchb. f.) Luer
- Ancipitia cypelligera (Luer & Hirtz) Luer
- Ancipitia driessenii (Luer) Luer
- Ancipitia dunstervillei (Foldats) Luer
- Ancipitia duplex (Luer & R. Escobar) Luer
- Ancipitia eumecocaulon (Schltr.) Luer
- Ancipitia furcifera (Luer) Luer
- Ancipitia glochis (Luer & R. Escobar) Luer
- Ancipitia gratiosa (Rchb. f.) Luer
- Ancipitia harpago (Luer) Luer
- Ancipitia inornata (Luer & Hirtz) Luer
- Ancipitia jimii (Luer) Luer
- Ancipitia londonoi (Luer) Luer
- Ancipitia membracidoides (Luer) Luer
- Ancipitia niveoglobula (Luer) Luer
- Ancipitia odobeniceps (Luer) Luer
- Ancipitia onagriceps (Luer & Hirtz) Luer
- Ancipitia praecipua (Luer) Luer
- Ancipitia solium (Luer) Luer
- Ancipitia spathulipetala (Luer) Luer
- Ancipitia tetragona (Luer & R. Escobar) Luer
- Ancipitia viduata (Luer) Luer
- Ancipitia vorator (Luer & R. Vasquez) Luer